# Urug
Urug – debiutancki utwór holenderskiej pisarki Helli S. Haasse z 1948 r. Na podstawie powieści Hans Hylkema wyreżyserował w 1993 r. film pod tym samym tytułem. Utwór został wpisany do kanonu literatury niderlandzkiej.
Narrator utworu, będący synem zarządcy kolonialnego, przedstawia z perspektywy lat przyjaźń z Urugiem, Indonezyjczykiem, swym rówieśnikiem. Urug jest synem nadzorcy plantacji, w której pracuje ojciec narratora. Dzieciństwo i młodość obydwu chłopców przypada na ostatnie lata istnienia Holenderskich Indii Wschodnich. Początkowo nierozdzielni, chłopcy z biegiem lat zaczynają dostrzegać, jak wiele ich różni. Tłem opisywanych wydarzeń są przemiany, zachodzące w społeczeństwie indonezyjskim: budzenie się aspiracji politycznych, niechęć do obcej administracji kolonialnej, walka o niepodległość.